# Night Is the New Day
Night Is the New Day ist das achte Studioalbum der schwedischen Metal-Band Katatonia. Es erschien im Jahr 2009 bei Peaceville Records.

## Entstehung und Veröffentlichung
Nach The Great Cold Distance tourten Katatonia in Europa und den Vereinigten Staaten, außerdem erschien eine Live-DVD. Schon 2007 begannen die Arbeiten an einem neuen Album, das schließlich im Sommer 2009 mit Frank Default als Keyboarder und Percussionist eingespielt wurde. Krister Linder war als Gastsänger beteiligt. Night Is the New Day wurde von Anders Nyström und Jonas Renkse produziert, von David Castillo abgemischt und von Jens Bogren in den Fascination Street Studios gemastert. Travis Smith zeichnete erneut für das Artwork verantwortlich. Das Album wurde auf CD und Doppel-LP veröffentlicht, 2011 erschien eine Neuauflage mit Bonus-Titeln.

## Titelliste
1. Forsaker – 4:04
2. The Longest Year – 4:37
3. Idle Blood – 4:21
4. Onward into Battle – 3:49
5. Liberation – 4:16
6. The Promise of Deceit – 4:15
7. Nephilim – 4:25
8. New Night – 4:25
9. Inheritance – 4:28
10. Day and Then the Shade – 4:26
11. Departer – 5:27

Bonus-Titel
1. Ashen – 4:09
2. Sold Heart – 4:36
3. Day and Then the Shade (Frank Default Mix) – 5:39
4. Idle Blood (Linje 14) – 3:23

## Stil
Katatonias charakteristische Mischung aus Dark Rock und Dark Metal wird auch auf Night Is the New Day leicht weiterentwickelt. In den oft sperrigen – jedoch insgesamt etwas ruhigeren – Stücken finden sich wieder melancholische Melodien, schwere Riffs, elektronische Effekte, eine ausgeprägte Dynamik und Wechsel zwischen ruhigen und aggressiven Passagen. Neben Anklängen an den Progressive Rock zeigen sich mit den Gitarrenwänden und Klangflächen nun auch Einflüsse aus dem Post-Rock.

## Rezeption
Das Album wurde von der Presse positiv aufgenommen. Peter Kubaschk von powermetal.de findet es zwar spannend, allerdings „im Gesamteindruck irgendwie spröde und unnahbar“. Auf metal.de wird gelobt: „Die Songs wirken viel feiner gearbeitet, weit filigraner und passagenweise auf eine beinahe komische Art und Weise, die von der Band selbst mit starken Riff- und Gitarrenwandboliden ad absurdum geführt wird, fragil.“ Jan Fleckhaus vom Metal Hammer resümiert: „Nie waren Katatonia abgeklärter, ausgereifter. Manch einer mag berechtigterweise den im Gegensatz zu älteren Alben schwierigeren Zugang […] bemängeln. Es ist ein leises Album, das seine Stärken nach und nach entfaltet.“